# Équipe de Suède masculine de volley-ball
Cet article traite de l'équipe masculine. Pour l'équipe féminine, voir Équipe de Suède féminine de volley-ball.
L'équipe de Suède de volley-ball est composée des meilleurs joueurs suédois sélectionnés par la Svenska Volleybollförbundet. Elle est classée au 105e rang de la FIVB au 15 janvier 2010.

## Sélection actuelle
Sélection pour les Qualifications aux championnats d'Europe de 2011.
Entraîneur : Johan Isacsson  ; entraîneur-adjoint : Anders Norberg 

## Palmarès et parcours

### Palmarès
- Championnat d'Europe
  - Finaliste : 1989
  - Quatrième : 1987

### Parcours

#### Jeux Olympiques
| - 1964 : Non qualifié - 1968 : Non qualifié - 1972 : Non qualifié - 1976 : Non qualifié - 1980 : Non qualifié - 1984 : Non qualifié - 1988 : 7e - 1992 : Non qualifié - 1996 : Non qualifié - 2000 : Non qualifié |  | - 2004 : Non qualifié - 2008 : Non qualifié - 2012 : |

#### Championnats du monde
| - 1949 : Non qualifié - 1952 : Non qualifié - 1956 : Non qualifié - 1960 : Non qualifié - 1962 : Non qualifié - 1966 : Non qualifié - 1970 : Non qualifié - 1974 : Non qualifié - 1978 : Non qualifié - 1982 : Non qualifié |  | - 1986 : Non qualifié - 1990 : 10e - 1994 : 13e - 1998 : Non qualifié - 2002 : Non qualifié - 2006 : Non qualifié - 2010 :Non qualifié |

#### Championnat d'Europe
| - 1948 : Non qualifié - 1950 : Non qualifié - 1951 : Non qualifié - 1955 : Non qualifié - 1958 : Non qualifié - 1963 : Non qualifié - 1967 : 16e - 1971 : 17e - 1975 : Non qualifié - 1977 : Non qualifié |  | - 1979 : Non qualifié - 1981 : Non qualifié - 1983 : Non qualifié - 1985 : 9e - 1987 : 4e - 1989 : Finaliste - 1991 : 9e - 1993 : 9e - 1995 : Non qualifié - 1997 : Non qualifié |  | - 1999 : Non qualifié - 2001 : Non qualifié - 2003 : Non qualifié - 2005 : Non qualifié - 2007 : Non qualifié - 2009 : Non qualifié - 2011 : |

## Joueurs majeurs
- Marcus Nilsson